# Clive Brook
Clive Brook, all'anagrafe Clifford Hardman Brook (Londra, 1º luglio 1887 – Londra, 17 novembre 1974), è stato un attore britannico.

## Biografia
Clive Brook, figlio di una cantante lirica, iniziò a recitare in teatro piuttosto giovane interpretando svariate opere famose, da Oliver Twist a L'importanza di chiamarsi Ernesto.
Nel 1924 emigrò negli Stati Uniti, dove iniziò a lavorare per il cinema. Il suo primo ruolo di rilievo sul grande schermo fu Le notti di Chicago (1927) di Josef von Sternberg, un film sui gangster che ottenne l'oscar come miglior soggetto nel 1928.
Nel 1929 girò Le quattro piume, dal romanzo omonimo di Alfred Edward Woodley Mason, mentre nel 1932 tornò a lavorare con von Sternberg in Shanghai Express, un fortunato film con Marlene Dietrich. Rientrato due anni dopo in Gran Bretagna, dal 1940 la sua attività si diradò notevolmente fino a cessare del tutto nel 1963, dopo un'ultima apparizione sullo schermo nel ruolo dell'anziano marchese di Gleneyre nel giallo I cinque volti dell'assassino (1963) di John Huston.

## Filmografia parziale
- Kissing Cup's Race, regia di Walter West (1920)
- Trent's Last Case, regia di Richard Garrick (1920)
- The Experiment, regia di Sinclair Hill (1922)
- A Debt of Honour, regia di Maurice Elvey (1922)
- L'ultima danza (Woman to Woman), regia di Graham Cutts (1923)
- L'avventura appassionata (The Passionate Adventure), regia di Graham Cutts (1924)
- Christine of the Hungry Heart, regia di George Archainbaud - presentatore (1924)
- Déclassée, regia di Robert G. Vignola (1925)
- The Woman Hater, regia di James Flood (1925)
- The Home Maker, regia di King Baggot (1925)
- Enticement, regia di George Archainbaud (1925)
- The Pleasure Buyers, regia di Chet Withey (1925)
- Non si scherza con l'amore (Why Girls Go Back Home), regia di James Flood (1926)
- Maschere russe (You Never Know Women), regia di William A. Wellman (1926)
- For Alimony Only, regia di William C. de Mille (1926)
- The Popular Sin, regia di Malcolm St. Clair (1926)
- L'amica di mio marito (Afraid to Love), regia di Edward H. Griffith (1927)
- Reticolati (Barbed Wire), regia di Rowland V. Lee e, non accreditato, Mauritz Stiller (1927)
- Le notti di Chicago (Underworld), regia di Josef von Sternberg (1927)
- Hula, regia di Victor Fleming (1927)
- La danzatrice degli dei (The Devil Dancer), regia di Fred Niblo (1927)
- Moglie senza chich (French Dressing), regia di Allan Dwan (1927)
- Midnight Madness, regia di F. Harmon Weight (1928)
- Giglio imperiale (Yellow Lily), regia di Alexander Korda (1928)
- The Perfect Crime, regia di Bert Glennon (1928)
- Eliotropio (Forgotten Faces), regia di Victor Schertzinger (1928)
- L'intruso (Interference), regia di Lothar Mendes e Roy Pomeroy (1928)
- Le quattro piume (The Four Feathers), regia di Lothar Mendes (1929)
- Charming Sinners, regia di Robert Milton (1929)
- The Return of Sherlock Holmes, regia di Basil Dean (1929)
- The Marriage Playground, regia di Lothar Mendes (1929)
- Scandal Sheet, regia di John Cromwell (1931)
- Ripudiata (East Lynne), regia di Frank Lloyd (1931)
- Il marito ricco (Tarnished Lady), regia di George Cukor (1931)
- The Lawyer's Secret, regia di Louis J. Gasnier e Max Marcin (1931)
- Silence, regia di Louis J. Gasnier e Max Marcin (1931)
- 24 Hours, regia di Marion Gering (1931)
- Husband's Holiday, regia di Robert Milton (1931)
- Shanghai Express, regia di Josef von Sternberg (1932)
- L'amore perduto (The Man from Yesterday), regia di Berthold Viertel (1932)
- The Night of June 13th, regia di Stephen Roberts (1932)
- Sherlock Holmes, regia di William K. Howard (1932)
- Cavalcata (Cavalcade), regia di Frank Lloyd (1933)
- Midnight Club, regia di Alexander Hall e George Somnes (1933)
- If I Were Free, regia di Elliott Nugent (1933)
- Rinunzie (Gallant Lady), regia di Gregory La Cava (1933)
- Where Sinners Meet, regia di J. Walter Ruben (1934)
- Let's Try Again, regia di Worthington Miner (1934)
- Il dominatore (The Dictator), regia di Victor Saville (1935)
- Dressed to Thrill, regia di Harry Lachman (1935)
- Love in Exile, regia di Alfred L. Werker (1936)
- Lonely Road (o Scotland Yard Commands), regia di James Flood (1936)
- Una partita scandalosa (Action for Slander), regia di Tim Whelan (1937)
- L'ultima rosa (The Ware Case), regia di Robert Stevenson (1938)
- Return to Yesterday, regia di Robert Stevenson (1940)
- Segnali nella nebbia (Convoy), regia di Penn Tennyson (1940)
- Freedom Radio, regia di Anthony Asquith (1941)
- Breach of Promise, regia di Harold Huth e Roland Pertwee (1942)
- Missione eroica (The Flemish Farm), regia di Jeffrey Dell (1943)
- The Shipbuilders, regia di John Baxter (1943)
- On Approval, regia di Clive Brook (1944)
- I cinque volti dell'assassino (The List of Adrian Messenger), regia di John Huston (1963)

### Film e documentari su Clive Brook
- Le dee dell'amore (The Love Goddesses), documentario di Saul J. Turell - filmati di repertorio (1965)

## Doppiatori italiani
- Emilio Cigoli in Shanghai Express